# Christa Lang

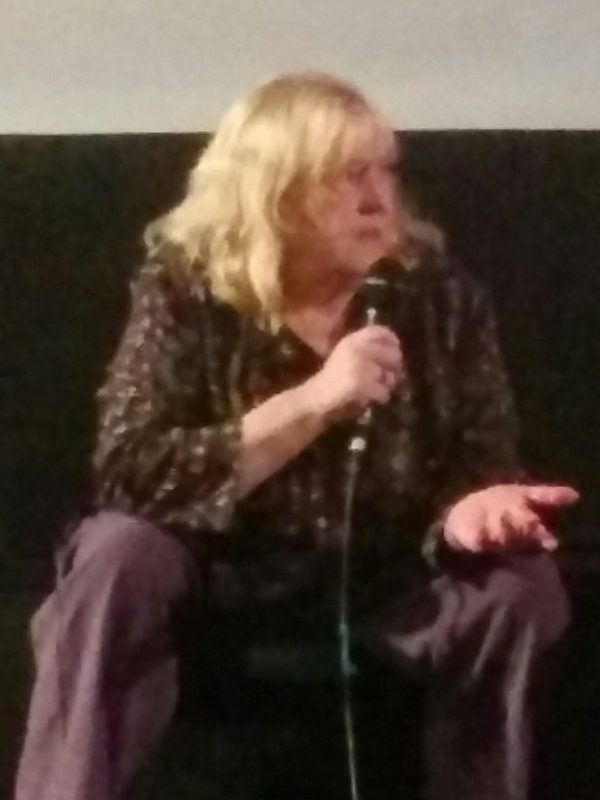
Christa Lang, 2016

Christa Lang, verehelichte Christa Fuller, (* 23. Dezember 1943 in Winterberg, Deutschland) ist eine deutsch-amerikanische Schauspielerin beim internationalen Film.

## Leben und Wirken
Die aus dem heutigen Nordrhein-Westfalen stammende Lang besaß unter ihren Vorfahren Hugenotten, sodass sie sich schon recht früh für die französische Kultur und die Sprache dieses Landes zu interessieren begann. Nach einem Vorsprechtermin (für Arthur Millers Hexenjagd) bei Helmut Käutner an einer Theaterschule verbot Langs Mutter der minderjährigen Christa die Schauspielerei, worauf die Blondine, die zuvor eine Zeitungsanzeige gelesen hatte, dass in Frankreich Au-pair-Mädchen gesucht würden, sich im Alter von 17 Jahren nach Paris aufmachte. Christa Lang nahm dort diverse Jobs an und arbeitete als Au-Pair-Mädchen, als Übersetzerin einer Textilfirma und stand Modell für den Bildhauer Paul Belmondo. Schließlich machte sie mit Marc Allégret Probeaufnahmen und erhielt im Alter von 19 Jahren ihre erste (noch kleine) Filmrolle in einem französischen Film mit Maria Schell, Das übersinnliche Landhaus.
In den Folgejahren drehte Christa Lang an der Seine Film auf Film und arbeitete kurz nach ihrem Karrierestart mit dortigen Künstlern wie Roger Vadim, Jean-Luc Godard und Claude Chabrol zusammen. Zu ihren Filmpartnern zählten in Frankreich der 1960er Jahre Stars wie Jean Gabin, Gert Fröbe, Eddie Constantine und Anthony Perkins. Meist war in diesen Filmen ihr Part der blonden Unschuld oder Verführerin mit bisweilen schlechten Eigenschaften (wie ihre verführerische Sirene, die in Godards Lemmy Caution gegen Alpha 60 Akim Tamiroff erst um den Finger wickelt und dann bestiehlt). Einige Monate lang versuchte sich die Deutsche in dem Theaterstück La Jalousie („Die Eifersucht“, nach Sacha Guitry) auch als Bühneninterpretin. 
Nachdem sie den US-Regisseur Samuel Fuller kennen gelernt hatte, heirateten beide am 25. Juli 1967, und nach nicht einmal fünf Jahren Frankreich-Aufenthalt verließ Christa Lang mit ihrem Mann Frankreich wieder und übersiedelte nach Hollywood. Dort gab sie 1968 ihren Einstand mit einem winzigen Auftritt in einem Elvis Presley-Western (Charro!). Während ihre US-Karriere nicht so recht an Fahrt aufnahm – Christa Lang kam nie über Nebenrollen hinaus – erhielt die Wahl-Amerikanerin ausgerechnet in ihrer alten Heimat ihre einzige Hauptrolle: Unter der Regie ihres Mannes spielte Christa Lang 1972 in ihrer einzigen deutschen (wenngleich englischsprachigen) Produktion, dem Tatort-Krimi Tote Taube in der Beethovenstraße die undurchsichtige Christa, die zum Ende des Kriminalfalls stirbt. Auch in weiteren Fuller-Inszenierungen war Christa Lang später zu sehen, doch auch dort lediglich in Nebenrollen. Gelegentlich hat sich Christa Lang Fuller auch als Drehbuchautorin versucht und Dokumentationen über ihren Mann hergestellt.
Anfang 1975 wurde ihre und Sam Fullers gemeinsame Tochter Samantha Fuller geboren, die später sporadisch als Filmschauspielerin arbeiten sollte.

## Filmografie
- 1963: Das übersinnliche Landhaus (L’assassin connaît la musique)
- 1964: Der Reigen (La ronde)
- 1964: Lemmy Caution gegen Alpha 60 (Alphaville)
- 1965: Der Tiger liebt nur frisches Fleisch (Le Tigre aime la chair fraîche)
- 1965: Gleich wirst du singen, Vögelein (Mission spéciale à Caracas)
- 1965: Rififi in Paris (Du rififi à Paname)
- 1966: Champagner-Mörder (Le scandale)
- 1967: Réseau secret
- 1968: Charro!
- 1971: Is’ was, Doc? (What’s Up, Doc?)
- 1972: Tatort: Tote Taube in der Beethovenstraße
- 1974: At Long Last Love
- 1976: Die Entführung des Lindbergh-Babys (The Lindbergh Kidnapping Case)
- 1976: Nickelodeon
- 1979: The Big Red One
- 1982: Der weiße Hund von Beverly Hills (White Dog)
- 1983: Das Blut der Anderen (Le sang des lautres)
- 1984: Mistral’s Daughter (Fernsehvierteiler)
- 1989: Reise ohne Wiederkehr (Street of No Return)
- 1990: Die Madonna und der Drache (La madonne et le dragon)
- 1990: Scheiß auf den Tod (No Fear, No Die)
- 1993: Les arpenteurs de Montmartre
- 1998: L.A. Without a Map
- 2001: Aizea: City of the Wind (Kurzfilm)
- 2004: Land of Plenty
- 2013: Night of the Templar
- 2017: The Queen of Hollywood Blvd